# Gatehouse of Fleet
Gatehouse of Fleet est une ville située dans le Dumfries and Galloway, en Écosse.